# کنت ادواردز
کنت ادواردز (انگلیسی: Kenneth Edwards; ۹ مارس ۱۸۸۶ – ۲۱ دسامبر ۱۹۵۲) گلف‌باز اهل ایالات متحده آمریکا بود.
وی در مسابقات کشوری و بین‌المللی در مجموع برندهٔ ۱ مدال طلا شده‌است.